# Seeanlagengesetz
Das Seeanlagengesetz regelt die Planfeststellungs- und Genehmigungsverfahren für die Errichtung von Anlagen in der Ausschließlichen Wirtschaftszone in der deutschen Nord- und Ostsee. Das Gesetz hat zum 1. Januar 2017 die Seeanlagenverordnung (außer Kraft) abgelöst. Die Vorschriften für Anlagen zur Stromerzeugung aus Strömung und Wasser und Anlagen, die sonstigen wirtschaftlichen Zwecken oder Forschungszwecken dienen, benötigen nunmehr eine unmittelbare gesetzliche Grundlage, da sie so weit wie möglich denen des Windenergie-auf-See-Gesetzes entsprechen sollen.